# Croce Taravella
Croce Taravella (Polizzi Generosa, 1964) è un pittore e scultore italiano.

## Biografia
Nasce nel 1964, a Polizzi Generosa, paese delle Madonie. Dopo il conseguimento del diploma accademico all'Accademia di belle arti di Palermo inizia ad attivarsi in ambito artistico.
Tra il 1982 e il 1985 conosce Lucio Amelio a Napoli che lo introduce nell'ambiente artistico della città, da cui l'incontro con Joseph Beuys, Andy Warhol, Robert Rauschenberg e Nino Longobardi; da lì entra in contatto con alcuni membri della Transavanguardia. Comincia a elaborare uno stile di pittura sperimentale, utilizzando materiali come cemento, colori ad olio e resine ma contemporaneamente ha sempre esercitato l'arte del disegno, dell'incisione e delle installazioni.
In quegli anni partecipa a mostre collettive come Necrofilia, curata da Francesca Alfano Miglietti e Gaetano La Rosa (1985-86) e Nuove Tendenze in Italia (1985), insieme agli artisti Fathi Hassan, Maurizio Cattelan, Marco Lavagetto, Roberto Orlandi e Milton Principessa, curata da Edoardo Di Mauro; nel 1987 presenta la sua prima personale, dal titolo Santi Martiri, alla Galleria Neon di Bologna curata da Gaetano La Rosa.
Nel 1990 si trasferisce a Roma, per tre anni lavora come scenografo per la Rai. Ritorna a Palermo e fonda l'associazione culturale “Arte Moderna e Contemporanea” che organizzava mostre di artisti da Jannis Kounellis a Joseph Beuys. In quella sede fonda un'altra l'associazione “Mondo Tondo" che coinvolgeva artisti europei per realizzare performance e installazioni in Sicilia.
Nel 1998 al Museo d'Arte Contemporanea di Sassari nella mostra Nuove tendenze italiane ha presentato venticinque lamiere dove sono state montate teste di cavallo e vitello trattate con pigmenti di vario genere.
Nel 2000, al Convento del Carmine (Marsala) presenta i primi dipinti di paesaggi agresti nella mostra Viaggio in Sicilia curata da Sergio Troisi.
Segue una fase sperimentale del suo lavoro che lo conduce alle installazioni di Land Art con cemento, ferro, legno e rottami intrisi di colore e impastati di stracci che rappresenteranno scenari naturali plastici, poi realizzati tra le montagne dell'entroterra siciliano, a Mazzarino in provincia di Caltanissetta, a Nicosia in Provincia di Enna e quelle in Cina..
A Berlino, in qualità di vincitore di una borsa di studio assegnatagli per una edizione del Genio di Palermo, espone al Kunsthaus Tacheles con la mostra Beton, sculture a dimensione umana che si rifanno idealmente alle catacombe dei Cappuccini di Palermo.
Tornato da Berlino, l'impatto e il legame con la realtà metropolitana tedesca lo portano ad iniziare il Ciclo delle città, elaborando così una pittura basata sul miscuglio di varie tecniche con un connubio tra grafica, incisione e pittura intervenendo successivamente anche su immagini fotografiche, raccontando spesso mondi dominati da architetture urbane in continuo sviluppo.
Nel 2004 viene organizzata una mostra antologica al Museo Guttuso di Bagheria, curata da Eva Di Stefano; per l'occasione è stata presentata l'installazione Il grande guerriero, collocato nella stanza dello scirocco di Villa Cattolica.
Ha esposto alla LI Biennale di Venezia (2005).
Nel 2009 a palazzo dei Normanni di Palermo espone anche alcune sue sculture.
Nel 2011 ha partecipato all'esposizione Artisti per Noto e altrove, evento collaterale della 54ª Biennale di Venezia, promosso dal Padiglione Italia; ha inoltre esposto alla X e all'XI Mostra internazionale di architettura di Venezia
Nel 2014 la Fondazione Sant'Elia di Palermo gli organizza una retrospettiva nel Palazzo Sant'Elia, curata da Lea Mattarella con sessanta opere dal 2008 al 2014, dedicate agli scenari delle città, metropoli e luoghi vissuti dall'artista.

## Croce Taravella nei musei
Sue opere sono conservate al Museo Guttuso di Bagheria dove è visitabile l’installazione permanente “il grande guerriero”, alla Pinacoteca di Marsala.